# Бжостовский, Станислав
Станислав Бжосто́вский (пол. Stanisław Brzostowski; 2 марта 1733, с. Волколата Ошмянского повета Виленского воеводства Великого княжества Литовского) — 8 апреля 1769, с. Рубежевичи) — государственный и военный деятель Речи Посполитой, полковник войск польских, шеф полка великой булавы ВКЛ, воевода инфлянтский (ливонский) (с 1767), староста быстрицкий, радошковичский, пропошецский, маршалок литовский Радомской конфедерации.

## Биография
Представитель знатного шляхетского рода Бжостовских герба «Стремя». Сын Юзефа Бжостовского, писаря великого литовского.
Несколько раз избирался послом (делегатом) на Сейм Речи Посполитой: в 1754 и 1760 годах от Ошмянского повета, в 1761 году — от Пинского повета и в 1762 — от Браславского повета.
Был полковником пятигорского полка — лёгкой литовской конницы Великой булавы литовской.
Сторонник Кароля Станислава Радзивилла, в 1763 году со своим полком защищал заседания Литовского Трибунала от угрозы вмешательства российских войск, вызванных «Фамилией» Чарторыйских .
В 1767 году был избран маршалком литовским Радомской конфедерации.
Во время барской конфедерации в 1768 перешëл на сторону России.
За верную службу награждён польскими орденами Белого орла и Св. Станислава и двумя высокими наградами Российской империи.
Владел Радошковичским и Пропойским староствами (до 1769).